# Little House on the Prairie (sèrie de televisió)
Little House on the Prairie (coneguda a Espanya com La Casa de la Pradera) és una sèrie de televisió nord-americana de western i drama, de la productora NBC, produïda i transmesa entre el 1974 i el 1983. La sèrie està basada en la saga de llibres homònima de Laura Ingalls Wilder. Els protagonistes principals van ser els actors Michael Landon i Melissa Gilbert, entre d'altres. La sèrie tracta de la vida quotidiana d'una família pionera acabada d'arribar a Walnut Grove, Minnesota, durant els anys 1870 i 1880. Fou produïda després de l'èxit que va obtenir la pel·lícula televisiva del mateix nom, filmada mesos abans, l'any 1973.
La sèrie va començar l'11 de setembre de 1974 i va acabar el 21 de març de 1983. Va tenir nou temporades, un episodi pilot i tres episodis extra de dues parts. D'aquestes nou temporades, vuit van ser dirigides per Michael Landon, i l'última i els tres episodis extra van ser dirigits per Melissa Gilbert.

## La sèrie
Al principi dels anys 1970, el productor i executiu de televisió Ed Friendly va llegir la breu autobiografia escrita per la veritable Laura Ingalls Wilder. Friendly va quedar encantat amb els relats de la vida a la frontera americana i es va reunir amb Michael Landon per dirigir un pilot de televisió. Quan Landon es va oferir pel paper de Charles Ingalls, la NBC va pensar que la història de Laura Ingalls tenia els ingredients d'una sèrie amb molt d'èxit. Amb una adaptació lliure dels breus llibres originals, Little House on the Prairie va debutar amb índexs d'audiència excepcionals. Durant nou anys, les audiències van afavorir aquesta història de la vida a la frontera occidental nord-americana del segle xix.

La revista nord-americana TV Guide va classificar a Charles Ingalls com a quart pare més gran de la televisió de tots els temps i Nellie Oleson va ser coronada número tres d'entre els deu personatges més envanits de la televisió. L'actuació de Melissa Sue Anderson, quan el personatge perd la vista, va ser aclamada pels crítics i l'actriu va guanyar un nomenament al premi Emmy per a aquella interpretació. 

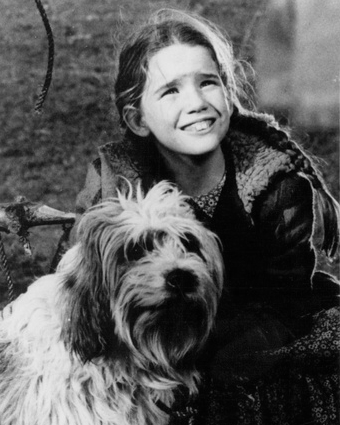
Laura Ingalls, amb el seu gos Jack

Malgrat que la sèrie es va desviar dels textos originals en alguns aspectes, va ser una de les poques produccions dramàtiques duradores de temes de família. Encara que predominés el drama, el programa també era estretament còmic, gràcies als papers de personatges com el Sr. Edwards i la família Oleson. La sèrie gira al voltant de Charles Ingalls, un home casolà i patriarcal que té problemes per instal·lar-se amb la seva família a Plum Creek, Minnesota. Ell i la seva esposa Caroline es traslladen al poble de Walnut Grove, a la recerca d'una comunitat millor i de prosperitat. Junts crien a les seves tres filles: Mary, Laura i Carrie.
Mentre que Nels Oleson (propietari del magatzem principal del poble) és un bon amic d'en Charles, Harriet, la seva esposa, no ho és; provoca sovint incidents amb els seus xafarderies o instigant al seu marit perquè l'obligui a hipotecar la seva granja pels deutes contrets amb ella. Nellie, la filla gran dels Oleson, és com la seva mare, sovint repulsiva, orgullosa i sempre planejant humiliar la Laura. Willie, cinc anys menor que Nellie, és el típic nen murri i malintencionat que ajuda sovint la seva germana en les seves malifetes. Nellie i Willie canvien la seva actitud en les últimes temporades, després que Nellie es casi amb un home de negocis jueu i professor de química, Percival Dalton; i Willie, després de tenir una xerrada sincera amb Laura, que era aleshores la seva professora a l'escola de Walnut Grove. No obstant això, malgrat l'obstinació de Nels, Harriet mai canvia. A més, els Oleson adopten una "reencarnació" del personatge de Nellie: Nancy Oleson.
També van aparèixer a la sèrie Jonathan Garvey (un fuster amic de Ingalls), el reverend Robert Alden, pastor de l'església de Walnut Grove, Lars Hanson, (fundador del poble i propietari del molí), i el Dr. Hiram Baker, (metge de la ciutat). A més d'Adam Kendall, marit de Mary Ingalls, a qui coneix a l'escola per cecs al capítol 22 de la quarta temporada (1978-1979). La família Ingalls adopta a Albert Quinn de deu anys, un nen de passat desconegut i mals hàbits inicials, que la família coneix quan es traslladen a Winoka al primer capítol de la cinquena temporada el 1978.
Al primer capítol de la sisena temporada, el 1979, apareix Almanzo James Wilder, un home 10 anys més gran que la Laura, amb qui s'acaba casant. Diversos episodis durant la temporada 1979-1980 mostren la florida d'un amor veritable entre ambdós. L'Almanzo i la Laura es casen al primer capítol de la temporada 7 (1980-1981).
Més endavant, la família Ingalls adopta més nens. A la temporada del 1981, la família dona la benvinguda a James i Cassandra, germans de 12 i 9 anys, que queden orfes després que els seus pares morin en un accident. També aquest any, els Oleson adopten a Nancy, una altra jove òrfena.
A la temporada 1981-1982, neix Rouse', la primera filla de Laura i Almanzo.

### L'última temporada
En l'última temporada del 1982-1983, Michael Landon i Karen Grassle van sortir de la sèrie, i a partir de llavors la sèrie és dirigida per Melissa Gilbert i obté el nou nom de Little House: A New Beginning (La Petita Casa: Un nou començament). Però després de nou anys, i amb la maduració de Laura Ingalls i els problemes i tribulacions de la resta dels habitants de Walnut Grove, les audiències van decréixer. El 21 de març de 1983, Little House on the Prairie va tenir el seu últim capítol. Tot i la caiguda d'audiència de la sèrie setmanal, el públic encara demandava més episodis, i per satisfer aquesta demanda, es van produir quatre pel·lícules de televisió basades en la sèrie original.

## Actors i personatges
El repartiment principal de la serie fou:
- Michael Landon com a Charles Ingalls.
- Karen Grassle com a Caroline Holbrook Ingalls.
- Melissa Gilbert com a Laura Ingalls.
- Melissa Sue Anderson com a Mary Amelia Ingalls-Kendall.
- Lindsay i Sidney Greenbush com a Carrie Ingalls.
- Brenda i Wendi Turnbaugh com a Grace Ingalls.
- Matthew Labyorteaux com a Albert Quinn Ingalls.
- Jason Bateman com a James Cooper Ingalls.
- Missy Francis com a Cassandra Cooper Ingalls.
- Richard Bull com a Nelson "Nels" Oleson.
- Katherine MacGregor com a Harriet Oleson.
- Alison Arngrim com a Nellie Oleson.
- Jonathan Gilbert com a Willie Oleson.
- Kevin Hagen com a Dr. Hiram Baker.
- Dabbs Greer com a Reverend Robert Alden.
- Karl Swenson com a Lars Hanson (1974-1978).
- Charlotte Stewart com a Eva Beadle Simms (1974-1978).
- Victor French com a Isaiah Edwards (1974-1977, 1979, 1981-1983).
- Bonnie Bartlett com a Grace Snider Edwards (1974-1977, 1979).
- Dean Butler com a Almanzo James Wilder (1979-1983).
- Shannen Doherty com a Jenny Wilder (1982-1984).
- Jennifer Steffin com a Rose Wilder (1981-1984).
- Michele Steffin com a Rose Wilder (1981-1984).
- Merlin Olsen com a Jonathan Garvey (1977-1981).
- Hersha Parady com a Alice Garvey (1977-1980).
- Patrick Labyorteaux com a Andrew “Andy” Garvey (1977-1981).
- Linwood Boomer com a Adam Kendall (1978-1981).
- Ketty Lester com a Hester-Sue Terhune (1979-1983).
- Amb la participació en alguns capítols de Willie Aames, Anne Archer, Hermione Baddeley, Don "Red" Barry, Tony Becker, John Bleifer, Dirk Blocker, Ray Bolger, Ray Bolger, Ernest Borgnine, Todd Bridges, Red Buttons, Johnny Cash, Leon Charles, Nicolas Coster, James Cromwell, Shannen Doherty, Lucy Lee Flippin, Gil Gerard, Louis Gossett, Jr., Moses Gunn, Mariette Hartley, John Hillerman, David Hooks, Beth Howland, Ernie Hudson, Vera Miles, Chuck McCann, Richard Mulligan, Patricia Neal, Sean Penn, Eddie Quillan, James B. Sikking, Dub Taylor i Irene Tedrow.